# 中華基督教會基灣小學（愛蝶灣）
中華基督教會基灣小學（愛蝶灣）（英語：The Church of Christ in China Kei Wan Primary School (Aldrich Bay)）位於香港東區筲箕灣愛秩序灣（愛蝶灣），前身是創辦於1970年之中華基督教會基灣小學上午校，是中華基督教會香港區會直屬小學之一，於2002年10月21日開始，學校遷往位於愛秩序灣東濤苑的全新校舍，易名為「中華基督教會基灣小學（愛蝶灣）」，轉為全日制學校。現全校設小一至小六，共六個年級24班，約650名男女學生。此校校風良好，注重學生學業、品格、音樂及體藝三方面的發展。教學活動的持續發展，校方有感校舍空間不足，一直爭取擴建校舍，2014年獲准自資在校舍天台球場增建上蓋，以增加教學空間。校方隨即進行籌款工作，在各方人士熱心支持下，得於2014年聖誕節期間正式動工。2015年九月完工，命名「信望愛堂」。2016年開始成為同學新的活動空間。於2020年更在地下增建活動間門，圍封有蓋操場及安裝冷氣系統，增加同學在雨天及夏天有更合適的活動空間。

## 校政管理

### 歷任校監
- 黃成榮 先生
- 岑國欣 先生

### 歷任校長
- 1970年至1972年：黃耀穌 先生[1]
- 1972年至1993年：鍾良施 女士[1]
- 1993年至1996年：張月茜 女士[1]
- 1996年至1997年：陳甜梅 女士[2]
- 1997年至2017年：劉惠明 女士[3]
- 2017年至今：黃靜雯 博士[4]

## 校訓
明道律己

## 校詩
基灣校詩-日出 (基灣詩班主唱)
日出（1990年錄音）
作曲：翁慧韻
填詞：翁慧韻
編曲：袁家揚、盧東尼
監製：歐丁玉
原唱：楊淑貞
日出東方雲霞似煙消散
求讓我看見到處更多歡顏
在這新一天能立志關懷多稱讚
求讓愛散播叫快樂滿基灣
願愛惜光陰回頭不必哀嘆
讓我有勇氣戰勝更多艱難
讓這小燭光燃亮我周圍黑暗會漸散
讓這細世界滿歌聲滿頌讚
日出多璀璨
人間多歡顏
神厚恩祝福眾人
明日在天涯彼此一樣近
願愛惜光陰回頭不必哀嘆
讓我有勇氣戰勝更多艱難
讓這小燭光燃亮我周圍黑暗會漸散
讓這細世界滿歌聲滿頌讚
日出多璀璨
人間多歡顏
神厚恩祝福眾人
明日在天涯彼此一樣近
日出多璀璨
人間多歡顏
神厚恩祝福眾人
明日在天涯彼此一樣近

## 學校設施
課室24個 

樂器學習室10個 

音樂室2個 

禮堂2個 

操場3個 

攀石牆2面 

圖書館1個 

球場1個 

視藝室1個 

AI室1個 

芭蕾舞室1個 

多用途學習室1個 

實驗室1個 

靈修室1個 

音樂資源室1個 

英文室1個 

歷史資料館1個 

蝴蝶園1個 

水耕種植場1個

## 學社
為加強各級同學之間的聯繫，2010年起首先由四至六年級同學起，分成「信 Faith (紅色）」、「望 Hope (黃色)」、「愛 Love (藍色)」、「善 Virtue (綠色)」四社進行各種社際活動及比賽，是率先於小學引入學社制度學校之一。2020年繼而將一至三年級同學亦分別編入各社，進一步加強各班、各級同學的聯繫互動。

## 開設科目
中文 

英文 

數學 

常識 

視藝 

音樂 

聖經 

體育 

普通話 

圖書課 

資訊科技課 

生命成長課 

導修

## 著名/傑出校友
- 何美婷（1980年小六）：前香港女演員[5]
- 張鳳妮（1980年小六）：香港女演員[6]

## 外部連結
- 中華基督教會基灣小學(愛蝶灣) 學校網頁（页面存档备份，存于）
- 創校四十周年校慶聚餐 -- 國際展貿中心 (2010年7月11日)（页面存档备份，存于）
- 2005年 創校35周年校慶暨籌款嘉年華（页面存档备份，存于）
- 中華基督教會基灣小學(愛蝶灣)-（前基灣小學上午校）Facebook 官方社團（页面存档备份，存于）